# لغة الوبخ
لغة الوبخ أو الوبخية هي لغة منقرضة في شمال غرب القوقاز كان يتحدث بها شعب الوبخ الذين كانوا يعيشون على طول الساحل الشرقي للبحر الأسود قبل الهجرة بشكل جماعي إلى الدولة العثمانية في ستينيات القرن التاسع عشر .

## التاريخ
تم التكلم بلغة الوبخ في الساحل الشرقي للبحر الأسود حول سوتشي حتى عام 1864 ، عندما تم طرد الوبخ من المنطقة من قبل الروس بعد خسارة الحرب الروسية الشركسية. لقد هاجروا في نهاية المطاف إلى الدولة العثمانية واستقروا في قرى حاسي عثمان وكيركابينار وماسوكي وهاشي ياكوب، وأصبحت التركية والشركسية في نهاية المطاف اللغتين المفضلتين للتواصل اليومي ودخلت كلمات عديدة من هاتين اللغتين إلى اللغة الوبخية وهذا سبب من أسباب ضياعها وأنقراضها.
وإنتهت لغة الوبخ بعد موت اخر متحدث بها وهو توفيق إسينتش إثناء نومه، وقبل وفاته تم تسجيل وحفظ العديد من الكلمات والمعاني والقواعد والتسجيلات الصوتية بمساعدة بغض اواخر الناس الذين يعرفون اللغة الذين ماتوا قبل إسينتش، وبعض العلماء اللغويين مثل يوليوس فون ميزاروس، وهو عالم لغوي مجري، قام بزيارة تركيا عام 1930 وقام بتدوين بعض الملاحظات عن الوبخ، كما زار الفرنسي جورج دومزيل تركيا في عام 1930 لتسجيل بعض المعلومات عن لغة الوبخ وأصبح في نهاية المطاف اللغوي الأكثر شهرة في لغة الوبخ في ذلك الوقت، وقام بنشر مجموعة من القصص الشعبية للوبخ في أواخر الخمسينيات، وسرعان ما جذبت اللغة انتباه اللغويين لعددها الصغير (اثنين) من حروف العلة الصوتية.
قي وقت لاحق من عام 1960 وحتى أوائل السبعينيات، نشر دومزيل سلسلة من المقالات حول عِلم أصول لغة الوبخ بشكل خاص وعِلم أصول شعوب شمال غرب القوقاز بشكل عام. ويعد كتاب دومزيل (Le Verbe Oubykh)، وهو سرد شامل للمورفولوجيا اللفظية والإسمية للغة، حجرًا رئيسيًا آخر في علم اللغة في لغة الوبخ.
منذ الثمانينات، تباطأ علم اللغة في لغة الوبخ بشكل كبير. لم يتم نشر أطروحات رئيسية أخرى؛ ومع ذلك، يحاول اللغوي الهولندي ريكس سميتس حاليًا ترجمة قاموس لغة الوبخ الجديد استنادًا إلى كتاب Vogt's) 1963)، وهناك مشروع مماثل قيد التنفيذ أيضًا في أستراليا. وقد أبدى الوبخ أهتمامهم في إعادة تعلم لغتهم.

## المميزات
- تحتوي اللغة على 82 حرف وحرفين صوتيين فقط
- هي لغة منقرضة ولكن تم تسجيل حروفها وبعض كلماتها وقواعدها.